# 王壽祺
王壽祺（1882年—1930年6月），字稼成，江蘇省吳縣人，比利时大學畢業，工科進士。

## 生平[2]
- 宣統三年（1911年）九月，經學部驗看考試列最優等，賞給工科進士。[3]
- 民國5年11月3日，派充京漢鐵路管理局工務工程司[4]。
- 民國19年6月病故，年僅50歲。